# 石堂裕美
石堂 裕美（いしどう ひろみ、1989年5月13日 - ）は、日本のパーソナルトレーナー、株式会社GRITFIT代表取締役。ゴルフに特化したパーソナルトレーニングを中心に活動しており、メディア出演も行っている。

## 経歴
千葉県白井市出身。2012年、日本体育大学卒業。2020年2月よりパーソナルトレーナーとして独立。翌2021年より、ゴルファー向けのストレッチとエクササイズでゴルフの飛距離やスイング安定に特化した指導を行っている。
2024年10月、株式会社GRITFITを設立。2025年には、男子シニアプロゴルフトーナメント「ノジマチャンピオンカップ」プロアマにて、出場選手向けにラウンド前およびプレー後のストレッチを担当した。
現在は、東京都内（赤坂ゴルフクラブ）を中心に活動している。

## 人物
- 趣味：ゴルフ、音楽鑑賞、野球観戦
- 好きな食べ物：牛タン、焼き鮭
- スポーツ経験：水泳、テニス、体操、キックボクシング

## 出演
テレビ
- アップグレードゴルフ（テレビ東京）
- おかだのゴルフ魂（テレビ大阪）
- 月曜から夜ふかし（日本テレビ）
- みんなの飛ばしTV（BS）
- ゴルフネットワーク（CS）

雑誌
- EVEN[5]
- Regina[6]